# Quincy Wilson (Leichtathlet, 2008)
Quincy Wilson (* 8. Januar 2008 in Chesapeake, Virginia) ist ein US-amerikanischer Leichtathlet, der sich auf den Sprint spezialisiert hat. Mit der US-amerikanischen 4-mal-400-Meter-Staffel wurde er 2024 im Alter von 16 Jahren in Paris Olympiasieger und ist damit der jüngste Leichtathletik-Medaillengewinner der Geschichte bei Olympischen Spielen.

## Sportliche Laufbahn
Quincy Wilson wuchs in Potomac auf und stellte bereits in der High School zahlreiche Altersklassen-Rekorde auf. 2024 stellte er in der Halle über 400 und 600 Meter mit 45,76 s und 1:17,36 min U18-Nordamerikabestleistungen auf. Zu Beginn der Freiluftsaison absolvierte er die 400 Meter in 45,19 s und lief damit eine der schnellsten Zeiten eines Teenagers überhaupt. Er konnte sich die Saison über weiter steigern und stellte am 19. Juli mit 44,20 s einen neuen U18-Weltrekord auf. Auch in der U20-Altersklasse war jemals nur sein Landsmann Steve Lewis schneller. Aufgrund dessen wurde er in das Staffelaufgebot über 4-mal 400 Meter für die Olympischen Sommerspiele in Paris berufen und verhalf dort der Staffel zum Finaleinzug. Damit war er am Gewinn der Goldmedaille beteiligt und kürte sich zum jüngsten Leichtathletik-Olympiasieger der Geschichte.

## Persönliche Bestzeiten
- 400 Meter: 44,20 s, 19. Juli 2024 in Gainesville (U18-Weltbestleistung)
  - 300 Meter (Halle): 33,11 s, 24. Februar 2024 in New York City
  - 400 Meter (Halle): 45,76 s, 10. März 2024 in Boston (U18-Nordamerikabestleistung)
  - 500 Meter (Halle): 1:01:27 min, 12. Januar 2024 in Virginia Beach
  - 600 Meter (Halle): 1:17,36 min, 11. Februar 2024 in New York (U18-Nordamerikabestleistung)